# Sua Música
Sua Música é uma plataforma de streaming gratuita brasileira, voltada para que os artistas nordestinos possam mostrar seu trabalho ao público da região. Criado no ano de 2011 por Éder Rocha Bezerra, na cidade de João Pessoa, a plataforma registra mais de um milhão de acessos diariamente.

## História
O Sua Música foi fundado em João Pessoa, Paraíba, por Eder Rocha Bezerra em 2011, inicialmente como um blog. Seu conteúdo era fornecido por artistas até então desconhecidos. Sem investimento, Eder Rocha, um paraibano, coordenava o site de sua casa, com a ajuda de mais dois amigos. Inicialmente, era apenas um hobby, mas em pouco tempo conseguiu reunir 80 mil usuários únicos em um dia. Atualmente, o Sua Música recebe 1 milhão de acessos únicos por dia e é um dos 60 aplicativos mais baixados no Brasil. O Sua Música adota uma abordagem diferente de outras plataformas, não oferecendo planos de assinatura nem repasse de direitos autorais, o que é considerado atípico no mercado local, onde tais práticas são comuns para gerar receita. Com o tempo, o Sua Música expandiu seus negócios e abriu escritórios em São Paulo, Rio de Janeiro, Recife e Fortaleza.
Em 2013, o site foi adquirido por três amigos investidores Roni Bin, Rodrigo Amar e Alan Trope.
No dia 20 de dezembro de 2023, o CEO do Sua Música, Roni Maltz Bin, anunciou a expansão da plataforma e a criação da Sua Música Digital, uma unidade de negócios derivada da plataforma Sua Música.
Em 17 de julho de 2024, a Warner Music Group adquiriu uma participação minoritária no Sua Música, mantendo os três sócios — Roni Bin, Rodrigo Amar e Alan Trope — como controladores. A parceria tem como objetivo expandir a música regional brasileira globalmente. Roni Bin anunciou planos para inaugurar novos estúdios de produção musical no Brasil e na América Latina.

## Informações gerais
Destacado como um dos 60 apps mais baixados em todo o Brasil, o projeto tem um nicho bem específico: ritmos típicos do Norte e Nordeste do país, como forró, tecnobrega, swingueira, dentre outros.
Em matéria veiculada pelo Meio & Mensagem, a plataforma tem cerca de 13 milhões de acessos por mês e 14 mil artistas cadastrados; cerca de 70% da sua base de ouvintes é da região Nordeste, e o restante é de usuários do Sudeste.
A principal diferença do Sua Música para apps como o Spotify e Deezer é que ele é 100% focado nos artistas e público nordestino. 
O Sua Música é um aplicativo disponível na Play Store para dispositivos Android e na App Store para iOS. Ele oferece funcionalidades como recomendações de artistas e músicas, acesso a lançamentos recentes, a criação de listas de reprodução personalizadas e a opção de baixar músicas para ouvir offline.

## Reconhecimento internacional

### MidemLab 2020
O Sua Música foi a única startup brasileira que competiu na categoria "Music Distribution & Discovery" – Distribuição e Descoberta de músicas no MidemLab 2020.

### Flutter Engage 2021
O Sua Música teve o seu aplicativo apontado como case de sucesso no evento global da Google, o "Flutter Engage" que aconteceu no dia 3 de março de 2021. Flutter é o kit de ferramentas de interface de usuário da Google para a construção de aplicativos bonitos e compilados de forma nativa para celular, web e desktop a partir de uma única base de código.